# Jabès gegen van Meeteren und Safarowsky
Jabès gegen van Meeteren und Safarowsky war ein Prozess vor den Gemischten Gerichtshöfen in Ägypten in den Jahren 1933 bis 1935. Aus Anlass einer antisemitischen Schrift über „Die Judenfrage in Deutschland“, herausgegeben vom Vorsitzenden des Deutschen Vereins in Kairo, Wilhelm van Meeteren, hatte Umberto Jabès, ein in Kairo lebender Jude italienischer Staatsangehörigkeit, eine Klage auf Schadensersatz wegen Beleidigung, Aufhetzung zum Rassenhass und Störung der öffentlichen Ordnung eingereicht. Der Prozess fand erhebliches Echo in der Öffentlichkeit, sowohl in Ägypten selbst als auch in Deutschland. Insbesondere die NS-Propaganda nutzte ihn intensiv als Versuchsfeld für ihre neuen Möglichkeiten und etikettierte ihn als Kairoer Judenprozess. Die Klage wurde in erster und zweiter Instanz aus formalen Gründen abgewiesen. Tenor war, dass ein in Ägypten lebender Jude sich nicht durch eine Broschüre über die Judenfrage in Deutschland beleidigt fühlen könne. Die NS-Propaganda feierte diese Gerichtsentscheidung als großen Sieg.

## Vorgeschichte

### Boykott
Die Gewaltaktionen gegen jüdische Geschäfte in Deutschland in den ersten Monaten des Jahres 1933, besonders aber die Ankündigung des so genannten Judenboykotts für den 1. April 1933 hatten weltweit Proteste hervorgerufen. Einen besonderen Ausdruck fanden diese Proteste in der jüdischen Gemeinde Ägyptens, die etwa 75.000 bis 80.000 Personen umfasste. Bereits am 24. März rief die zionistische Zeitschrift Israel zum Boykott deutscher Waren auf. Bei einer gut besuchten Protestversammlung am 29. März 1933 in der Kairoer Hauptsynagoge gründete sich eine ägyptenweite Ligue Contre l'Antisémitisme Allemand, Association formée par toutes les oeuvres et institutions juives d'Egypte (Liga gegen den deutschen Antisemitismus, von allen jüdischen Vereinigungen und Institutionen Ägyptens gebildetes Komitee) unter Vorsitz des Rechtsanwalts Léon Castro, die sich einige Monate später der Ligue Internationale Contre l’Antisémitisme (LICA) als deren ägyptischer Zweig anschloss. Sie versandte Telegramme an die Französische Liga für Menschenrechte sowie an den Reichspräsidenten Paul von Hindenburg. Zahlreiche Artikel dazu erschienen in der (vor allem französischsprachigen) ägyptischen Presse. In einem Artikel am 18. April 1933 in der ägyptischen Zeitung La Voix Juive rief Castro für die Ligue mit deutlichen Worten zum Boykott sämtlicher deutschen Firmen und Institutionen auf.
Dieser Boykottaufruf wurde keineswegs generell befolgt, zumal es in der jüdischen Gemeinde sehr unterschiedliche Meinungen dazu gab. Volkswirtschaftlich gesehen hatte er praktisch keinen Effekt. Doch die Wirkung auf einzelne Firmen und Branchen war deutlich spürbar: So war zum Beispiel das Aufführen deutscher Filme in Kairo kaum mehr möglich, und Produkte der deutschen Textilindustrie wurden in einigen Fällen nicht mehr abgenommen. Die öffentlichkeitswirksamen Aktionen führten immerhin bereits Ende März 1933 dazu, dass sich ein prominenter Ägypter, Amin Yahya Pascha, Mitglied einer reichen Familie und Bruder des früheren Außenministers und späteren Premierministers Abdel Fattah Yahya Ibrahim Pascha, besorgt bei dem deutschen Gesandten in Kairo, Eberhard von Stohrer, nach den Zuständen in Deutschland erkundigte.

### Die Broschüre
Die etwa 1.000 Mitglieder starke deutsche Kolonie in Ägypten, die großenteils aus Geschäftsleuten, Lehrern, Wissenschaftlern, den Mitarbeitern der deutschen Gesandtschaft und ihren Familien bestand, war über diese Entwicklung etwas beunruhigt. Insbesondere die bereits seit mehreren Jahren bestehende Kairoer Ortsgruppe und die 1933 gegründete ägyptische Landesgruppe der NSDAP, geleitet von Alfred Heß, dem Bruder des aus Alexandria stammenden Rudolf Heß, drängten auf offensive Maßnahmen. In dieser Situation ergriff Hans Pilger, der Gesandtschaftsrat in Kairo, die Initiative. Er beklagte in einem Brief vom 15. Mai 1933 an das Auswärtige Amt, es fehle an Material zur publizistischen Bekämpfung der von ihm so genannten „jüdischen Hetze“, und bekam es umgehend zugesandt. Am 24. Mai bedankte er sich für den Erhalt und berichtete, er habe das Material „nach entsprechender Durcharbeitung“ der deutschen Kolonie zugänglich gemacht. Zugleich kündigte er an, dass es „dieser Tage zusammen mit einem kurzen Überblick über die einschlägige deutsche Gesetzgebung der letzten Wochen in Form einer Druckschrift erscheinen und … weitgehendste [sic!] Verbreitung finden“ solle.
Das Ergebnis war eine Broschüre mit dem Titel „Die Judenfrage in Deutschland“. Als Herausgeber firmierte der Präsident des Deutschen Vereins, Wilhelm van Meeteren, zugleich Geschäftsführer von Siemens Orient. Gedruckt wurde die Broschüre von dem Hausdrucker der Deutschen und Österreichischen Handelskammer in Ägypten, dem russischen Staatsbürger Safarowsky. Die Broschüre wurde in deutscher und französischer Sprache (französischer Titel: L'Extension du judaisme en Allemagne) publiziert und verteilt und offenbar auch zur Agitation im Zusammenhang mit dem Boykott eingesetzt.
Pilger sprach von „durchaus sachlich gehaltenem Material“, das in der Broschüre verwertet worden sei. Das entsprach jedoch keineswegs den Tatsachen. Es handelte sich um ein antisemitisches Pamphlet, das anhand von passend zusammengesuchten Zahlen unter anderem behauptete, Juden seien in geistigen Berufen überrepräsentiert, nicht zu produktiver Arbeit fähig, lebten auf Kosten der werktätigen Bevölkerung, seien rassisch degeneriert und neigten daher sowohl zu Geisteskrankheiten als auch zu Verbrechen. Unter anderem hieß es in einem „Juden als Verbrecher“ betitelten Abschnitt: „Das Judentum ist führend bei allen Verbrechen und Vergehen, die vom Täter besondere Gerissenheit und skrupellose Übervorteilung des anderen erfordern.“
Gudrun Krämer hat diese Veröffentlichung und die nachfolgenden Aktionen der Deutschen als den ersten Versuch bezeichnet, „den Antisemitismus europäisch-christlicher Spielart nach Ägypten zu exportieren“. Er zielte darauf, die Juden „aus der Masse der lokalen Minderheiten auszusondern und zur Zielscheibe speziell gegen sie gerichteter Angriffe zu machen“.

## Die Klage
Am 27. Juni 1933 reichte Umberto Jabès, ein in Kairo lebender Jude italienischer Staatsbürgerschaft, Klage bei den Gemischten Gerichten gegen den Herausgeber und den Drucker der Broschüre, van Meeteren und Safarowsky, ein. Er verlangte Schadensersatz in Höhe von 101 Ägyptischen Pfund wegen Beleidigung, Verbreitung von Rassenhass und Störung der öffentlichen Ordnung. Die Schadensersatzsumme, die der Klageschrift nach an ein Krankenhaus gehen sollte, war deshalb so gewählt, weil erst ab einem Streitwert von 100 Pfund eine Berufung gegen ein erstinstanzliches Urteil möglich war. Außerdem verlangte der Kläger, dass die Beklagten das Urteil in acht ägyptischen Zeitungen ihrer Wahl publizieren lassen sollten. Die Gemischten Gerichte, also Gerichte internationaler Zusammensetzung, waren zuständig, weil es sich um ein Zivilverfahren zwischen ausländischen Staatsangehörigen handelte – diese Verfahren blieben der regulären ägyptischen Justiz aufgrund der begrenzten Souveränität des Landes entzogen. Zu seinem Anwalt bestimmte Jabès Léon Castro.
Das Ziel der Klage war somit ganz offenkundig nicht die Entschädigung des Klägers. Vielmehr beabsichtigten Jabès und Castro einen politischen Prozess zu erzwingen: Der nationalsozialistischen Judenverfolgung sollte vor einem internationalen Gericht unter den Augen der Weltöffentlichkeit der Prozess gemacht werden.

## Die deutschen Reaktionen
Der deutschen Gesandtschaft gelang es zunächst nicht, einen geeigneten Anwalt für die drohende Gerichtsverhandlung zu finden. Felix Dahm, ihr Vertrauensanwalt in Kairo, war gelähmt und deshalb gesundheitlich nicht in der Lage, die Beklagten zu vertreten. Es wurde ein Jurist benötigt, der sich in die juristischen Grundlagen der Gemischten Gerichte einarbeiten konnte und in der Lage war, auf Französisch zu plädieren, da dies die Gerichtssprache war. Zusätzlich machte man sich Sorgen wegen der zu erwartenden großen öffentlichen Wirkung, unter anderem deshalb, weil Jabès und Castro Pressemeldungen zufolge den international bekannten Pariser Rechtsanwalt Henri Torrés verpflichten wollten (wozu es dann nicht kam). So schrieb der Gesandte Stohrer am 7. August 1933 nach Berlin ans Auswärtige Amt, man benötige dringend einen „wirklich erstklassigen“ Juristen für den Prozess.
Dort lud man in der Folge am 30. August 1933 verschiedene Ministeriumsvertreter, unter anderem auch aus dem Reichsministerium für Volksaufklärung und Propaganda, zu einer Sitzung ein, um über den Fall zu beraten. Das Außenministerium formulierte ein „amtliches Interesse“, dem Deutschen Verein in Kairo einen versierten Prozessvertreter zur Verfügung zu stellen, weil die beanstandete Broschüre mindestens teilweise auf amtlichem Material basierte und man einen Präzedenzfall fürchtete. Zugleich wurde aber deutlich, dass das Außenministerium die heikle Affäre zunächst möglichst niedrig hängen wollte. Doch ein weiteres Ergebnis der Sitzung war, dass das Propagandaministerium den jungen Juristen Wolfgang Diewerge, einen überzeugten Nationalsozialisten, der einen Teil seiner juristischen Ausbildung am deutschen Konsulargericht in Kairo verbracht hatte, mit der Ausarbeitung eines Gutachtens zu diesem Fall beauftragte.
Diewerges zehnseitiges Gutachten lag der Orientabteilung des Auswärtigen Amts am 29. September 1933 vor. Ganz im Gegensatz zu der anfänglichen Zurückhaltung des Außenministeriums empfahl Diewerge ein ausgesprochen aggressives Vorgehen: Der Prozess sollte als „Kampfmittel des Judentums gegen die nationalsozialistische Erhebung“ gebrandmarkt werden. Insbesondere sei dazu eine einheitliche Pressestrategie erforderlich. Diewerge machte genaue Angaben über Zweck und Mittel, Taktik und Kosten einer solchen groß angelegten Pressekampagne, die bereits mit dem Landesgruppenleiter der NSDAP für Ägypten durchgesprochen sei. Notwendig sei zudem ein einheitliches Etikett; Diewerge schlug „Kairoer Judenprozess“ vor. Ausgenutzt werden sollte bei der Propaganda speziell der Gegensatz zwischen Arabern und Juden in Bezug auf Palästina. Felix Dahm stimmte diesen Überlegungen im Wesentlichen zu, empfahl aber, das Augenmerk stärker auf die ägyptische Regierung als auf die Öffentlichkeit zu richten, da die Öffentlichkeit in Ägypten nur geringen Einfluss auf die Politik habe.
Diese aggressiv antisemitische Strategie setzte sich durch. Alsbald publizierten deutsche Medien, insbesondere Presse und Hörfunk, Beiträge von Diewerge mit dem angesprochenen Tenor; zudem lancierte Diewerge über die deutsche Gesandtschaft auch entsprechende Berichte in ägyptischen Zeitungen. Weiteren politischen und wirtschaftlichen Druck versuchte der deutsche Gesandte zu erzeugen, indem er anregte, einige deutsche Textilfirmen sollten sich mit Verweis auf den Boykott weigern, ihre Baumwolleeinkäufe in Ägypten zu tätigen – freilich ohne die deutsche Diplomatie ins Spiel zu bringen. Damit hatte Stohrer unerwarteten Erfolg: Am 28. Oktober 1933 verkündete der Arbeitsausschuss der Deutschen Baumwollspinnerverbände einen Boykott ägyptischer Baumwolle, sehr zu Stohrers Missfallen, dem ein vorsichtigeres Vorgehen erheblich lieber gewesen wäre. Doch das massive Vorgehen zeigte Wirkung. Die ägyptische Regierung kontaktierte mehrfach das Auswärtige Amt mit der Bitte, diese Maßnahme doch zu unterlassen; wegen der begrenzten Souveränität sei man leider nicht in der Lage, die Versammlungen und Boykottmaßnahmen jüdischer ausländischer Staatsbürger zu verhindern. Ein Boykott ägyptischer Baumwolle sei deshalb nicht gerechtfertigt. Daraufhin wurde der – vermutlich ohnehin nie ernsthaft geplante – Boykott abgeblasen, wobei sich das Auswärtige Amt als Vermittler darstellen konnte.
Das Propagandaministerium hatte zudem frühzeitig bei Victor Huecking, dem Senatspräsidenten am Berliner Kammergericht, ein Gutachten zu der juristischen Frage in Auftrag gegeben, inwieweit „nach den führenden westeuropäischen Rechten“ eine Schadensersatzklage wie die von Jabès erhobene zulässig sei. In einem Brief an das Kaiser-Wilhelm-Institut für ausländisches und internationales Privatrecht vom 27. September 1933 erklärte das Ministerium, es liege „im Reichsinteresse“, wenn das Institut Hueckings Arbeit „unterstützen wolle“ und der Bearbeiter insbesondere zu einem „persönlichen Zusammenwirken“ bereit sei. Tatsächlich schrieb das KWI zunächst ein Gutachten, das auf 43 Seiten Auskunft über die französische Rechtslage gab. Damit war die Zuarbeit des Instituts für das Propagandaministerium jedoch noch nicht beendet, wie sich im folgenden Jahr zeigte.

## Die Verhandlung im Januar 1934
Ursprünglich war der Prozessauftakt für den 16. Oktober 1933 angesetzt worden, doch das Verfahren wurde auf den 22. Januar 1934 vertagt. Mittlerweile hatte die deutsche Seite einige Erfolge erzielt: Es war gelungen, den Münsteraner Juraprofessor Friedrich Grimm, NSDAP-Mitglied und Mitglied des Reichstages, als Anwalt zu verpflichten, der sich in diversen Fememordprozessen während der Rheinlandbesetzung vor französischen Gerichten einen Ruf erworben hatte. Zudem verfügte sie über einen bekannten ägyptischen Rechtsanwalt. Vor allem aber hatte es unter dem wirtschaftlichen und politischen Druck, den die deutschen Stellen ausübten, Vorabsprachen zwischen der deutschen Gesandtschaft und „ägyptischen Offiziellen“ gegeben, wie aus einem Bericht von Felix Dahm ans Auswärtige Amt hervorgeht. So hatte die Gesandtschaft von der ägyptischen Staatsanwaltschaft die Zusage erwirkt, sobald die Kläger „politische Fragen“ ansprächen, werde die Öffentlichkeit ausgeschlossen werden. Angesichts dieser Vorgeschichte kommentiert Albrecht Fueß: „Der Prozeß konnte von der jüdischen Seite nicht gewonnen werden.“
Die Verhandlung fand vor der Ersten Kammer des Zivilgerichts in Kairo statt, Präsident der Kammer war der italienische Richter Falqui-Cao. Der Andrang der Öffentlichkeit war enorm, der Gerichtssaal war völlig überfüllt – das Journal des Tribuneaux Mixtes schrieb, dass es in der Geschichte der Gemischten Gerichte noch niemals ein solches Publikumsinteresse gegeben habe. Bereits ganz zu Beginn deutete sich an, dass die Prozessstrategie der Deutschen aufging: Der Vertreter der ägyptischen Staatsanwaltschaft schlug eine außergerichtliche Einigung vor, weil es möglich sei, dass dem Kläger überhaupt kein Klagerecht zustehe. Jabès und Castro lehnten dies ab und beantragten einen Aufschub des Verfahrens, weil sie hofften, den international bekannten Rechtsanwalt Vincent de Moro-Giafferi als Rechtsvertreter zu gewinnen. Da Grimm behauptete, nach Deutschland zurückkehren zu müssen, wurde dieser Antrag verworfen.
Falqui-Cao entschied nun, dass in dieser Verhandlung nur die so genannte „Rechtsfrage“ behandelt werde, nämlich ob die Klage überhaupt zulässig sei. Es sollte also in der Folge nur darum gehen, ob ein in Ägypten lebender italienischer Jude sich von einer Broschüre zur Judenfrage in Deutschland beleidigt fühlen könne. Der Richter kündigte an, die materielle Frage, ob es sich um eine Beleidigung handele, werde nicht behandelt. Er werde grundsätzlich keine Erörterung politischer Themen vor Gericht zulassen. Damit waren die Ziele von Jabès und Castro nicht mehr zu erreichen.
Während der insgesamt drei Verhandlungstage wurde denn auch ausschließlich diese Frage diskutiert. Während Castro ins Feld führte, die Broschüre habe sich gegen alle Juden gerichtet und sei in mehreren Sprachen in Ägypten verbreitet worden, zog sich Grimm darauf zurück, es sei ausschließlich von den deutschen Juden die Rede gewesen – und selbst wenn man annehme, die Angriffe seien auf das Weltjudentum bezogen, könne die Zugehörigkeit zu einer so großen Gruppe kein individuelles Klagerecht begründen.
Das Urteil vom 24. Januar 1934 folgte im Wesentlichen den Einlassungen Grimms: Die Klage sei aus formalen Gründen unzulässig („irrecevable“). Das Gericht schickte eine Ehrenerklärung für die Juden in Ägypten und anderswo voraus: Es sei aufgrund ihrer langen Verfolgungsgeschichte unvermeidlich, dass Angriffe gegen das Judentum sie verletzten. Doch für eine Schadensersatzklage sei eine Verletzung der physischen, moralischen oder ökonomischen Integrität der individuellen Person Voraussetzung, und auch im Fall einer Beleidigung eines Kollektivs müsse es eindeutig sein, dass alle Mitglieder dieses klar umschriebenen Kollektivs ausnahmslos beleidigt worden seien.
Dies sei hier schon deshalb nicht der Fall, weil die Broschüre ursprünglich zur Verteidigung gegen Angriffe auf die deutsche Politik veröffentlicht worden sei (animus defendendi). So könne sie nicht zugleich die Absicht verfolgt haben, die ägyptischen Juden zu beleidigen, die niemand abschätzig beurteile („que personne ne mésestime“), zumal weder die ägyptischen Juden noch der Kläger selbst darin erwähnt würden. Eine inhaltliche Prüfung der Broschüre erschien der Kammer daher nicht mehr erforderlich.

## Berufung 1935
Jabès und Castro gingen in Berufung. Das deutsche Propagandaministerium erhielt nunmehr ein weiteres Gutachten des Kaiser-Wilhelm-Instituts für ausländisches und internationales Privatrecht. Es wurde erstellt von Eduard Wahl und lag dem Propagandaministerium sowie dem Auswärtigen Amt am 17. Oktober 1934 vor. Wahl schrieb, dass in der französischen Rechtstradition ein persönliches Interesse der Kläger („intérêt de l'action“) Voraussetzung für die Zulässigkeit der Klage sei; dies sei hier nicht gegeben. Daher seien die Aussichten gut, dass die Berufungsinstanz, der Appellhof der Gemischten Gerichte, das Urteil bestätigen werde. Der Genfer Juraprofessor Erich-Hans Kaden bestätigte diese Rechtsauffassung 1935 noch einmal in einem Aufsatz für die Institutszeitschrift des KWI: Wenn der angegriffene Personenkreis nicht „genau und eng umgrenzt“ sei, müsse die Klage als unzulässig gelten.
Am 11. April 1935 fand die Berufungsverhandlung vor dem Appellhof in Kairo statt. Erneut war Friedrich Grimm als Prozessvertreter der Beklagten angereist. Die Berufungsinstanz bestätigte das erstinstanzliche Urteil.
Diewerge veröffentlichte anschließend im Hausverlag der NSDAP, dem Franz-Eher-Verlag, eine Propagandabroschüre über den Prozess, deren Hauptmerkmal eine massiv antisemitische Ausrichtung war. So hielt es Diewerge unter anderem für angemessen, den Namen des Klägers Jabès als „Schabbes“ wiederzugeben, um antisemitische Stereotype zu bedienen.

## Bedeutung und Folgen des Prozesses
Die antisemitische Propaganda im nationalsozialistischen Deutschland hatte einen ersten Gipfelpunkt im Zusammenhang mit dem sog. „Judenboykott“ erreicht, also im Frühling 1933. Es folgte eine „Phase scheinbarer Ruhe“, was aggressive Kampagnen gegen Juden in Deutschland anging. Gerade in dieser Phase wurden stattdessen „Judenprozesse“ im Ausland von der Parteipresse groß herausgestellt, speziell der Berner Prozess und der Kairoer Prozess.
Für Wolfgang Diewerge begann mit dem Kairoer Prozess eine Bilderbuchkarriere als antisemitischer Propagandist im Reichsministerium für Volksaufklärung und Propaganda. Er durfte im Folgenden die „pressemäßige Bearbeitung“ weiterer spektakulärer Prozesse übernehmen, vor allem der Gustloff-Affäre und des geplanten Schauprozesses gegen Herschel Grynszpan. Regelmäßig teilte er sich, wie zuerst in Kairo, die Arbeit mit Friedrich Grimm, der die juristische Seite abdeckte. Das einmal etablierte und offenbar als bewährt angesehene Muster wurde immer wieder angewandt. Nach dem Zweiten Weltkrieg trafen sich beide wieder im Umfeld der nordrhein-westfälischen FDP.
Der Boykott deutscher Waren und Institutionen in Ägypten lief trotz des juristischen Misserfolgs weiter. Im Lauf des Prozesses hatten sich jedoch tiefgreifende Meinungs- und Interessenunterschiede in der jüdischen Gemeinde Ägyptens gezeigt, unter anderem darin, dass einzelne Vertreter Kontakt mit der deutschen Gesandtschaft aufnahmen, um über einen Kompromiss zu verhandeln (Zurückziehung der Broschüre und Aufhebung des Boykotts). Die politische Initiative Castros und der Liga gegen den Antisemitismus verlor dadurch deutlich an Kraft. Möglicherweise spielte dabei auch das Ha’avara-Abkommen eine Rolle, das 1935 auch auf Ägypten ausgedehnt werden sollte.
Ein spätes literarisches Echo hat der Kairoer Prozess in dem Roman Le Tarbouche („Der Tarbusch“, deutscher Titel: Der Kaufmann von Kairo) von Robert Solé gefunden, der 1992 den Prix Méditerranée erhielt. Der Romanheld Michel Batrakani, ein Ägypter christlich-syrischer Herkunft, zeigt sich entrüstet (indigné) über das antisemitische Pamphlet des Deutschen Vereins und steht mit 1500 anderen Leuten Schlange vor dem Prozesssaal, um den deutschen Anwalt auszubuhen (pour huer l'avocat de la défense, Me Grimm).